# Ballus lendli
Ballus lendli is een spinnensoort in de taxonomische indeling van de springspinnen (Salticidae).
Het dier behoort tot het geslacht Ballus. De wetenschappelijke naam van de soort werd voor het eerst geldig gepubliceerd in 1934 door Gábor von Kolosváry.